# كي زرين (مقاطعة فيروزآباد)
كي زرين (بالفارسية: کی زرین) هي قرية تقع في قسم أحمد آباد الريفي في إيران. يقدر عدد سكانها بـ 265 نسمة بحسب إحصاء 2016.